# Koncert
Koncert je glasbena prireditev pred občinstvom v živo. Nastopa lahko le eden izvajalec, v tem primeru se koncert imenuje tudi recital, ali pa glasbena skupina, kot je orkester, zbor ali »bend«. Koncerti so lahko prirejeni v številnih okoljih, od privatnih hiš in malih nočnih klubov, do koncertnih dvoran, zabaviščnih centrov, parkov, večnamenskih prostorov in športnih dvoran. Neglede na glasbeno zvrst glasbeniki običajno nastopajo na odru. Pred izumom zvočnega zapisa so koncerti predstavljali takorekoč edino priložnost, kjer je posameznik lahko poslušal glasbenike igrati.